# Zofia Jadwiga
Zofia Jadwiga brunszwicka (ur. 1 grudnia 1561 w Hesji, zm. 30 stycznia 1631 w Łosicach) – księżna wołogoska, najstarsza córka Juliusza, księcia brunszwickiego na Wolfenbüttel i Jadwigi Hohenzollern, żona Ernesta Ludwika, księcia wołogoskiego.

## Życie prywatne
Z małżeństwa z Ernestem Ludwikiem pochodziło troje dzieci:
- Jadwiga Maria (ur. 19 marca 1579, zm. 16 kwietnia 1606) – narzeczona Jana Adolfa, późniejszego, pierwszego księcia szlezwicko-holsztyńskiego na Sonderburg-Norburgu,
- Elżbieta Magdalena (ur. p. 14 czerwca 1580, zm. 23 lutego 1649) – żona Fryderyka Kettlera, księcia kurlandzkiego i semigalskiego (1587–1638),
- Filip Juliusz (ur. 27 grudnia 1584, zm. 6 lutego 1625) – książę wołogoski, mąż Agnieszki, córki elektora brandenburskiego Jana Jerzego[3].

### Genealogia
| Henryk II Młodszy ur. 10 XI 1489 zm. 11 VI 1568 | Henryk II Młodszy ur. 10 XI 1489 zm. 11 VI 1568 |                                     |                                     | Maria wirtemberska ur. 1496 zm. 1541 | Maria wirtemberska ur. 1496 zm. 1541 |  |  | Joachim II Hektor ur. 13 I 1505 zm. 3 I 1571 | Joachim II Hektor ur. 13 I 1505 zm. 3 I 1571 |                                                   |                                                   | Jadwiga Jagiellonka ur. 15 III 1513 zm. 7 II 1573 | Jadwiga Jagiellonka ur. 15 III 1513 zm. 7 II 1573 |
|                                                 |                                                 |                                     |                                     |                                      |                                      |  |  |                                              |                                              |                                                   |                                                   |                                                   |                                                   |
|                                                 |                                                 |                                     |                                     |                                      |                                      |  |  |                                              |                                              |                                                   |                                                   |                                                   |                                                   |
|                                                 |                                                 | Juliusz ur. 29 VI 1528 zm. 3 V 1589 | Juliusz ur. 29 VI 1528 zm. 3 V 1589 |                                      |                                      |  |  |                                              |                                              | Jadwiga Hohenzollern ur. 2 III 1540 zm. 21 X 1602 | Jadwiga Hohenzollern ur. 2 III 1540 zm. 21 X 1602 |                                                   |                                                   |
|                                                 |                                                 |                                     |                                     |                                      |                                      |  |  |                                              |                                              |                                                   |                                                   |                                                   |                                                   |
|                                                 |                                                 |                                     |                                     |                                      |                                      |  |  |                                              |                                              |                                                   |                                                   |                                                   |                                                   |
|                                                 |                                                 |                                     |                                     |                                      |                                      |  |  |                                              |                                              |                                                   |                                                   |                                                   |                                                   |

|                                             |                                             | Ernest Ludwik ur. 1 XI 1545 zm. 17 VI 1592 OO 20 X 1577 | Ernest Ludwik ur. 1 XI 1545 zm. 17 VI 1592 OO 20 X 1577 | Zofia Jadwiga (ur. 1 XII 1561, zm. 30 I 1631) | Zofia Jadwiga (ur. 1 XII 1561, zm. 30 I 1631) |  |  |  |  |
|                                             |                                             |                                                         |                                                         |                                               |                                               |  |  |  |  |
|                                             |                                             |                                                         |                                                         |                                               |                                               |  |  |  |  |
|                                             |                                             |                                                         |                                                         |                                               |                                               |  |  |  |  |
| Filip Juliusz ur. 27 XII 1584 zm. 6 II 1625 | Filip Juliusz ur. 27 XII 1584 zm. 6 II 1625 | Elżbieta Magdalena ur. p. 14 VI 1580 zm. 23 II 1649     | Elżbieta Magdalena ur. p. 14 VI 1580 zm. 23 II 1649     | Jadwiga Maria ur. 19 III 1579 zm. 16 IV 1606  | Jadwiga Maria ur. 19 III 1579 zm. 16 IV 1606  |  |  |  |  |

### Opracowania
- Edward Rymar, Rodowód książąt pomorskich, Szczecin: Książnica Pomorska im. Stanisława Staszica, 2005, ISBN 83-87879-50-9, OCLC 69296056. Brak numerów stron w książce

### Opracowania online
- Madsen U., Ernst Ludwig (niem.), [dostęp 2012-12-31].